# Mamert de Vienne
Pour les articles homonymes, voir Mamert et Saint Mamert.
Ne doit pas être confondu avec Mamert d'Auxerre.
Mamert de Vienne ou saint Mamert (mort vers 475 à Vienne), est évêque métropolitain de Vienne. Il est considéré comme saint par l'Église catholique.
Saint Mamert est le premier des trois saints de glace (avec saint Pancrace et saint Servais) ; il est célébré le 11 mai. Sa renommée est due au fait qu'il est celui qui a institué les Rogations, processions qui se célébraient trois jours avant l'Ascension et qui appelaient la bénédiction de Dieu sur les champs.

## Histoire et tradition

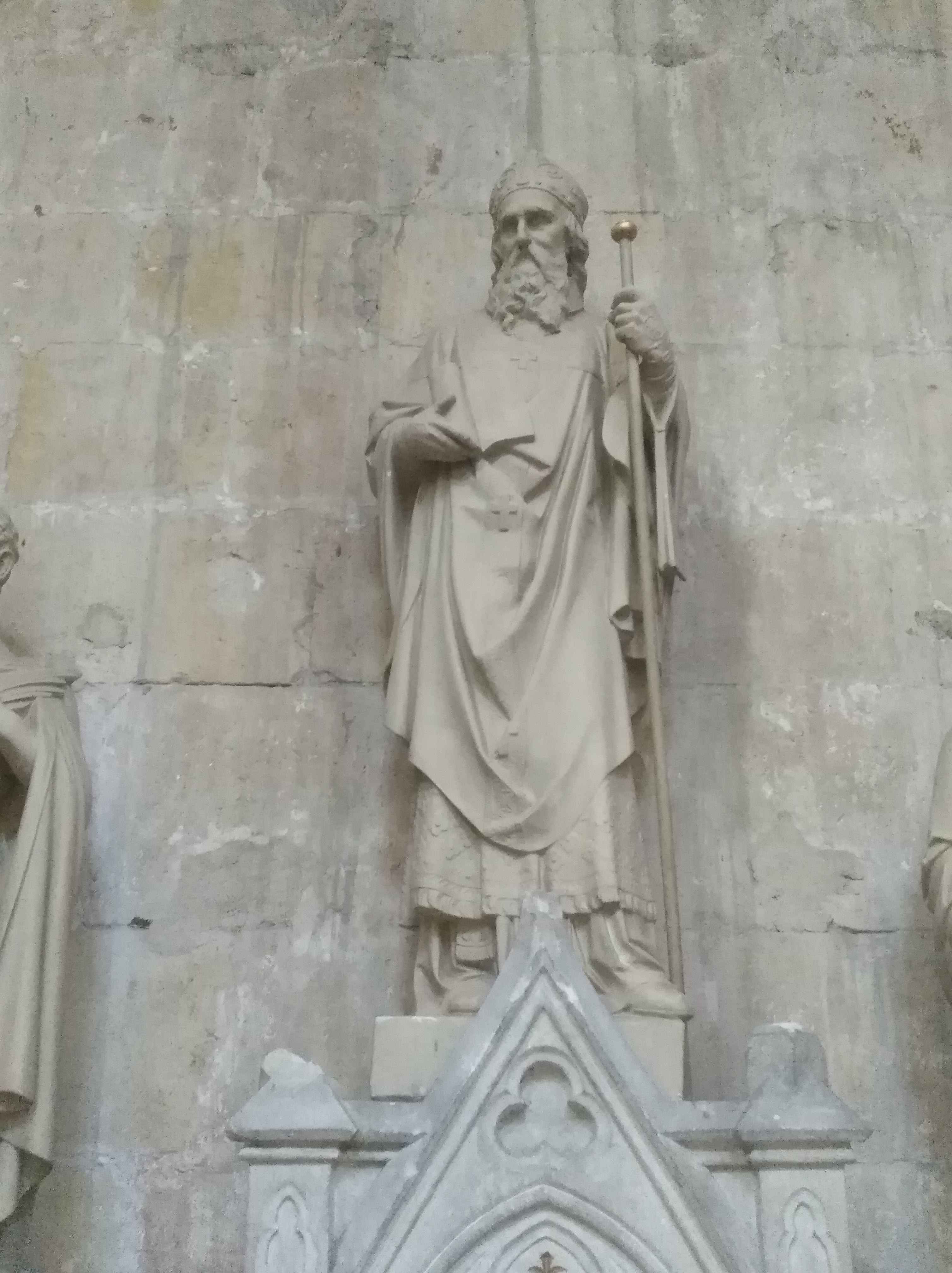
Statue de saint Mamert dans la cathédrale Saint-Maurice de Vienne.

Mamert (latin Mamertus, Mamerti ou encore la forme Mamerto) est le premier évêque métropolitain du diocèse de Vienne, présent dans le catalogue de l'évêque Adon de Vienne (799-875),,,.
Frère du théologien et poète Claudien Mamert,, il semble s'être distingué comme lui par son éducation littéraire, comme par sa science théologique.
Adon le plaçait sous le règne des empereurs Valentinien II (375-392) et Marcien (450-457). Il cite l'évêque à plusieurs occasions :

« Mamertus Viennensis episcopus insignissimus habetur, qui inter alia mirifica, ob imminentem cladem ante Ascensionem Domini solemnes instituit litanias.

Mamert est considéré comme l'évêque de Vienne le plus remarquable, lui qui, entre autres choses admirables, à la suite d'une catastrophe qui se produisit avant l'Ascension du Seigneur, institua des litanies solennelles. »

— Adon, Chronique, VI, col. 97C,.
Plus loin dans le Catalogue,

« À cette époque, le bienheureux Mamert, évêque de Vienne, écarta de la ville de Vienne, par ses larmes et ses prières, un fléau qui la menaçait. Car des incendies fréquents, des tremblements de terre incessants, des grondements nocturnes funèbres menaçaient d’un événement prodigieux et funeste qui ruinerait toute la ville, et là où les hommes se réunissaient en nombre, on pouvait remarquer des bêtes sauvages se comporter comme si elles étaient une espèce domestique : des loups, des ours, et même des cerfs, naturellement craintifs, pénétraient par les portes étroites jusque sur la vaste étendue du forum. […] Cependant, saint Mamert, prêtre invincible, demeura inébranlable devant les autels de la sainte fête, et enflammant la chaleur de sa foi, par un flot de larmes réfréna la puissance laissée aux flammes, et l’incendie se retira. »

— Adon, Chronique, VI, col. 102C-103A.
Ulysse Chevalier, dans le Regeste dauphinois (1912), le mentionnait dans un acte daté de l'année 451 dans lequel on apprend que l'évêque Aignan d'Orléans lors d'une halte à Vienne l'aurait guéri.
Selon les documents, Mamert semble monter sur le siège épiscopal vers 460. Il est mentionné pour la première fois comme évêque en 463, dans une lettre de dénonciation au pape Hilaire. L'acte indique qu'il aurait « consacré un évêque à Die, après s'être emparé de la ville et contre le gré des habitants. » Mamert a ainsi ordonné l'évêque de Die, alors que celui-ci ne relève pas de son autorité mais à celui d'Arles, entrant ainsi en opposition avec Léonce d'Arles,. Le pape écrit à l'archevêque Léonce pour recevoir un compte-rendu de la situation, s'étonnant de ne pas en avoir été averti plus tôt et convoque un synode à Arles afin de régler cette affaire. Mamert doit se soumettre.
L'évêque est attesté aux conciles d'Arles (463 et 474). Le synode d'Arles de 474 (473?) jugeait la doctrine de la prédestination d'un prêcheur gaulois nommé Lucidus.
Il introduisit en Gaule la procession des Rogations à partir de 470, afin de mettre fin à une série de calamités naturelles. Mamert convoqua un synode à Vienne vers 474/475.
Le site du diocèse de Grenoble-Vienne indique qu'il aurait eu une certaine influence sur ses successeurs Isice/Hesychius et son fils Avit.
Mamert semble mourir vers 475. Son épitaphe est daté, selon le Regeste dauphinois (1912), au 11 mai (475/476). Le sénateur Isice/Hésychius, père du futur évêque Avit, lui succède sur le siège de Vienne,,.
Son sarcophage, retrouvé dans les années 1860 est conservé dans l'ancienne église Saint-Pierre de Vienne, aujourd'hui musée archéologique Saint-Pierre.

## Culte

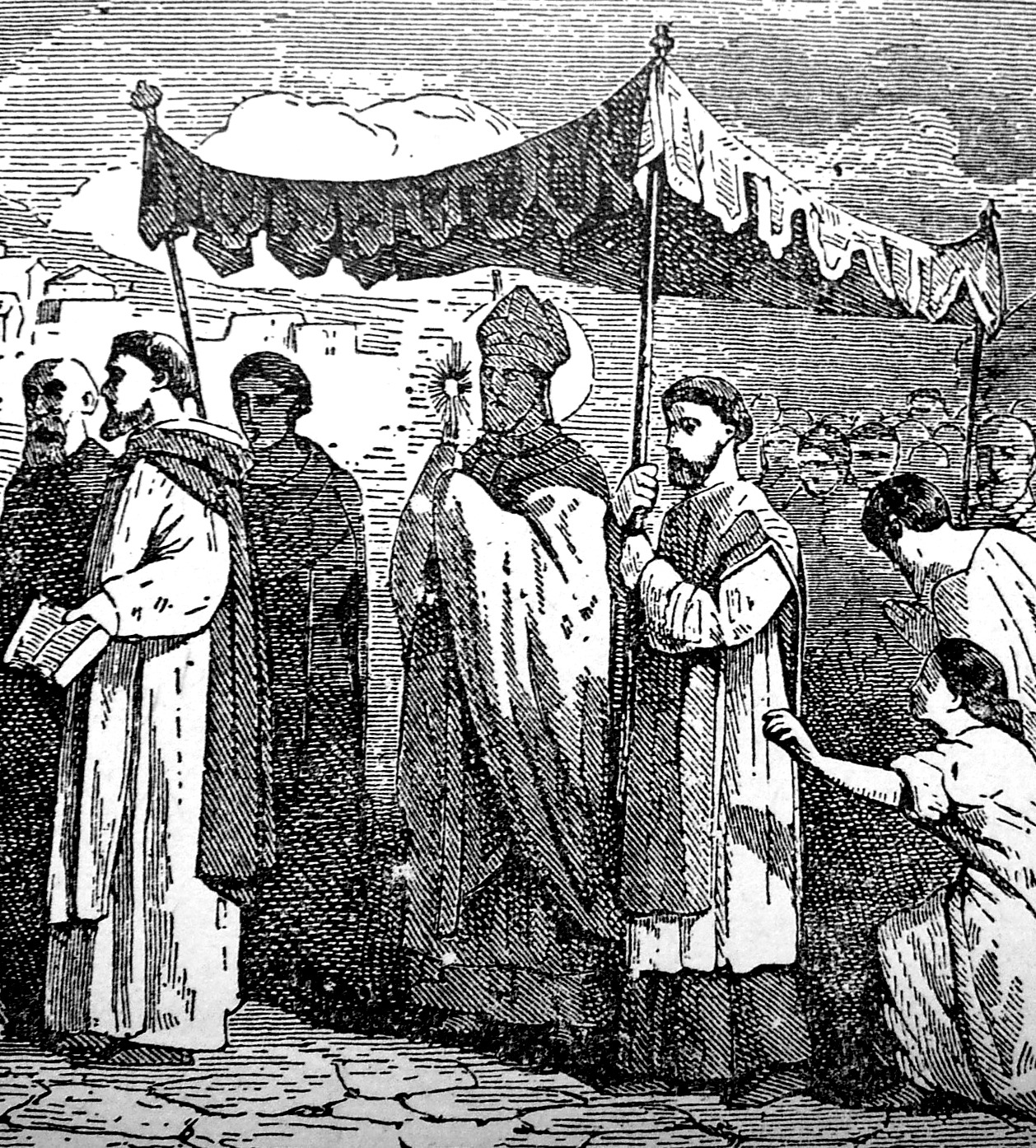
Mamert de Vienne, gravure extraite de Little Pictorial Lives of the Saints, Benzinger Brothers (1878).

Mamert figure au Martyrologium Hieronymianum et au Martyrologium de Florus de Lyon à la date du 11 mai, qui demeure sa fête liturgique pour l’Église catholique,,.
Il existe une chapelle Saint-Mamert sur la commune des Côtes-d'Arey dans le département de l'Isère, ainsi qu'une église Saint-Mamert sur la commune de Le Grand-Serre, dans le département de la Drôme. Dans le Puy-de-Dôme, l'église gothique du Montel-de-Gelat est également dédiée à saint Mamert.
Dans l'ancienne église de l'abbaye Notre-Dame de Daoulas existait une chapelle Saint-Mémor (saint Mémor est assimilé localement par les habitants à saint Mamert). Une statue de saint Mémor se trouve dans la chapelle Saint-Éloy en Ploudaniel, une autre dans l'église Notre-Dame-de-Liesse de Saint-Renan et une chapelle Saint-Mémor, disparue, a existé à Gouesnou, mais il s'agit d'un autre saint connu aussi sous le nom de saint Mémoire, fort peu connu, souvent représenté tenant ses entrailles entre ses mains, et probablement d'origine orientale car il est représenté avec un turban sur sa tête (voir Mammès de Césarée).
Il existe une chapelle sur la commune de Condat-en-Combraille (lieu-dit Saint Bard). Chaque année, le deuxième week-end de mai on célèbre la fête de Saint Mamert avec une messe en plein air et une procession.
L'église de la commune de La Chapelle-Saint-Fray est dédiée à Saint Mamert.
Sur la commune de Plaissan, une chapelle Saint-Mamert est située au sommet d'une colline du même nom. L'édifice est en ruine.